# 西野伸一郎
西野 伸一朗（にしの しんいちろう　1964年（昭和39年） –　）は、Amazonの日本法人設立者。

## 概要
1964年、東京都にて出生。明治大学経営学部卒業。
1988年、NTTに入社。法人営業部門にて、システムコンサルタントとして活躍。1993年、企業派遣によりニューヨーク大学にMBA（経営学修士）留学。1995年の帰国後は、シリコンバレーベンチャーへの投資及びジョイントベンチャーの設立、NTTポータルサイト『goo』の立ち上げなどに携わる。
1998年、西川潔と共にネットエイジ（現ユナイテッド）設立に参画し、取締役に就任。同年、米国Amazon.comのジェフ・ベゾスCEOに日本法人立上げを提案。1999年、NTTを退職し、アマゾンジャパン設立準備のためにAmazon.com本社（シアトル）に入社。2000年11月にAmazon.co.jpを開設、Japan Founder（日本創業者）として事業を成功に導いた。
2002年7月、日本初の雑誌定期購読エージェンシー富士山マガジンサービスを設立し、代表取締役社長に就任。

## 参考
- PRESIDENT VISION